# Yohei Toyoda
Yohei Toyoda (豊田 陽平, Toyoda Yohei) est un footballeur japonais né le 11 avril 1985. Il est attaquant.

## Biographie
Yohei Toyoda participe aux Jeux olympiques d'été de 2008 avec le Japon. Lors de cette compétition, il inscrit un but face à l'équipe du Nigeria durant la phase de groupe.
Yohei Toyoda termine par ailleurs meilleur buteur de la J-League 2 en 2011, inscrivant 24 buts.

## Palmarès
- Vice-Champion de J-League 2 en 2008 avec le Montedio Yamagata et en 2011 avec le Sagan Tosu
- Meilleur buteur du championnat de J-League 2 en 2011 avec 24 buts